# کرفت (لوئیزیانا)
کرفت (به انگلیسی: Kraft) یک منطقهٔ مسکونی در ایالات متحده آمریکا است که در پریش ناچیتوکس، لوئیزیانا واقع شده‌است. کرفت ۴۶٫۹۴ متر بالاتر از سطح دریا واقع شده‌است.